# Bathsheba

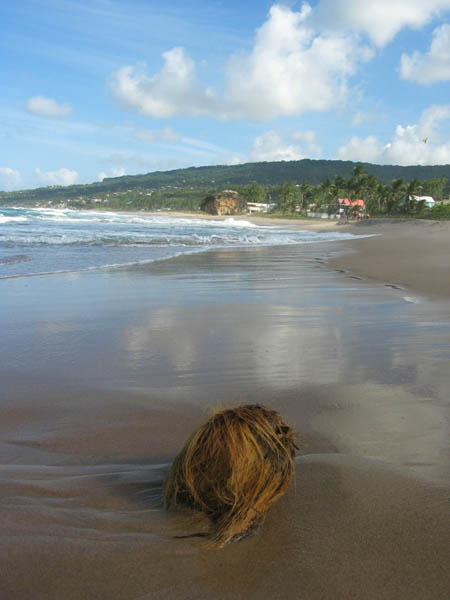
Praia em Bathsheba

Bathsheba é uma cidade da paróquia de Saint Joseph, em Barbados, na costa leste do país. Tem aproximadamente cinco mil habitantes e sua principal atividade econômica é a pesca.